# Hans Wissel

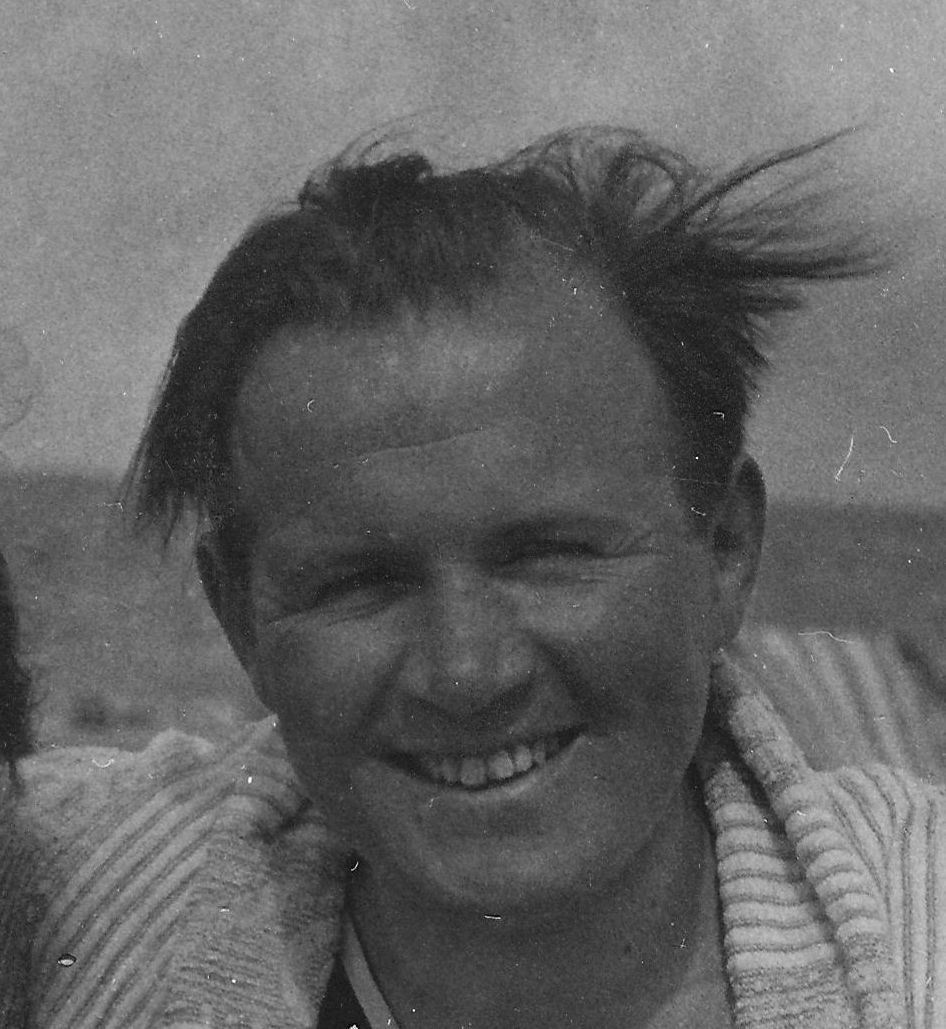
Hans Wissel 1929

Hans Wissel (* 4. August 1897 in Magdeburg; † 18. Mai 1948 in Grainau bei Garmisch-Partenkirchen; vollständiger Name: Adam Johannes Wissel) war ein deutscher Bildhauer, Goldschmied und Medailleur. Er erneuerte die Treibtechnik in Deutschland, mit der er Reliefs und lebensgroße Rundplastiken schuf. Dabei war seine Technik bahnbrechend, durch Treiben vorgeformte Einzelteile einer Plastik aus Messing oder Kupferblech durch Hartlötung zusammenzufügen und sie durch weiteres Treiben in die endgültige Form zu bringen. Sein Stil reicht vom Expressionismus bis zum Realismus. Hans Wissel wurde sowohl bekannt für seine lebensgroßen Figuren und Büsten, als auch für seine filigranen Metallskulpturen, diese vorwiegend aus Kupfer getrieben.

## Leben und Werk

### Ausbildung und Frühwerk (1911–1924)
Hans Wissel entstammte einer bekannten Magdeburger Goldschmiede-Familie und wurde von seinem Vater, Oskar Wissel, der Innungsmeister der Goldschmiede in Magdeburg war, selbst als Goldschmied, Graveur und Ziseleur ausgebildet. Nach seinem Lehrabschluss arbeitete er in der Werkstatt des Vaters. Von 1914 bis 1916 nahm er nach Feierabend an Abendkursen an der Kunstgewerbe- und Handwerkerschule Magdeburg, u. a. bei Rudolf Bosselt teil. Von 1916 bis 1918 war er Soldat im Ersten Weltkrieg.
1919 übernahm er mit seinem Bruder als geschäftlichem Teilhaber die Werkstatt seines verstorbenen Vaters. Diese firmierte nun unter „Werkstätten für Metallkunst, Gebrüder Wissel“. In vielen Arbeiten war eine Marke eingeschlagen, die die Buchstaben PHWM enthielt. Die handwerklichen und künstlerischen Arbeiten wurden ausschließlich von Hans Wissel durchgeführt. Er war ein herausragendes Mitglied der Kunstgruppe Magdeburg, die ein Zusammenschluss junger, progressiver und hauptsächlich expressionistisch orientierter Künstler war. Zunächst schuf Hans Wissel kunsthandwerkliche Arbeiten. Die Formen wurden aus Silber-, Messing- oder Kupferblech getrieben, die Verzierungen erfolgten durch Gravuren oder Ziselierungen oder wurden als Reliefs herausgetrieben. Das Grassi-Museum in Leipzig kaufte 4 seiner Arbeiten auf. Auf der renommierten Grassi-Messe war er siebenmal vertreten. Ab 1921 ging er in der Treibtechnik neue Wege und begann Rundplastiken aus Kupfer oder Messingblechen zu erstellen, indem er die vorgeformten Einzelteile durch Hartlöten zusammenfügte und dann durch weiteres Treiben der Plastik die endgültig Form gab. 1923/24 ging er für ein knappes Jahr nach Rom und Carrara (in der Toskana) und erlernte dort die Techniken des Bronzegusses und der (Marmor)-Steinbearbeitung.

### Professur an den Kölner Werkschulen (1925–1931)

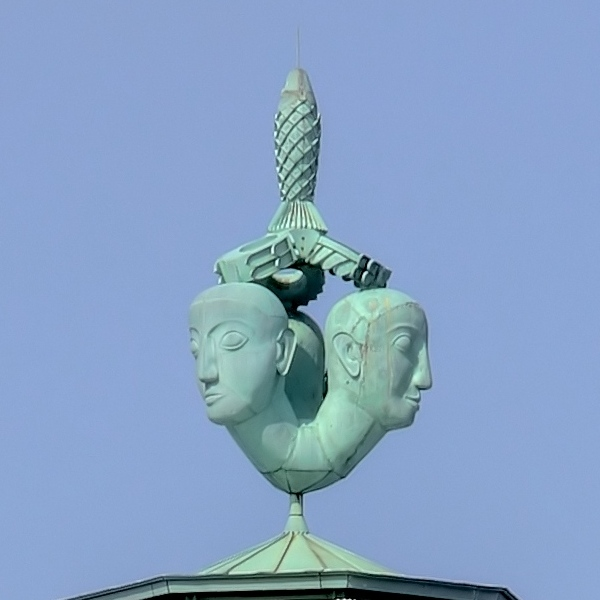
Aus Kupferblech getriebene Skulptur (1928), bestehend aus drei Köpfen, auf dem Messeturm Köln. Das Zahnrad (hinten) symbolisiert die Industrie, der Lorbeerkranz (links) die Kunst, der Flügel (rechts) den Handel in Form des Götterboten Hermes und der Fisch den Rhein.

Im Jahr 1925 wurde Hans Wissel vom Kölner Oberbürgermeister Konrad Adenauer als Professor für „Monumentale Plastik und figürliche Metall-Treibarbeit“ an die neugegründeten Kölner Werkschulen berufen. Kurz darauf erfolgte seine Aufnahme in den Deutschen Künstlerbund, an dessen Jahresausstellungen er bis zur Zwangsauflösung 1936 durch die nationalsozialistische Reichskunstkammer teilnahm. Der Direktor der Kölner Werkschulen, Prof. Richard Riemerschmid, „hat Wissels Arbeiten sehr geschätzt und seine positive Meinung mehrfach geäußert, so im Personalbericht vom 23. September 1927: Künstlerisch und handwerklich vorzüglich. Verfügt über spezielle Erfahrungen in der Behandlung des Metalls für plastische Arbeiten wie kaum ein anderer.“ Auf der Ausstellung „Deutsche Kunst“ 1928 in Düsseldorf erhielt er für sein Werk die Goldmedaille.
Bis 1931 arbeitete er vielfach mit den Architekten Dominikus Böhm und Otto Bartning zusammen, die die führenden modernen Kirchenbauer jener Zeit waren. Folgende expressionistische Treibplastiken haben in Kirchen den Zweiten Weltkrieg überdauert:
Kruzifix (6 m hoch, 1926), Christkönigkirche, Bischofsheim bei Mainz; zwei lebensgroße Figuren (müder Krieger, betende Frau, 1926), Nikolaikirche, Görlitz; lebensgroßes Kruzifix (1922), St. Johann Baptist, Neu-Ulm (1928); der dortige Hochaltar (1928) mit lebensgroßen Figuren (Christus und die Evangelisten) und figürlichen Reliefs ist nach dem Zweiten Weltkrieg verschollen; Taufbecken (1929), Auferstehungskirche, Essen; lebensgroßes Kruzifix (1931), Heilandskirche, Dornbirn bei Bregenz.
Das überlebensgroße, expressionistische Kruzifix (1928) von Hans Wissel in der avantgardistischen „Kirche aus Stahl und Glas“ (Stahlkirche, Otto Bartning, 1928) in Essen wurde auf Drängen der Gemeindevertretung 1935 entfernt. Die Kanzel mit figürlichen Reliefs fiel zusammen mit der Kirche den Bomben zum Opfer, wie auch das Portal (1926) an dem Hauptgebäude des Deutschen Roten Kreuzes in Berlin. Erhalten ist die 6 m hohe allegorische Plastik (1928) auf dem Messeturm in Köln. Wegen finanzieller Probleme der Stadt Köln (dem Träger der Werkschulen) wurde er – wie viele seiner Kollegen später auch – bereits 1931 entlassen bzw. sein Fünfjahresvertrag nicht mehr verlängert.
In einem kleinen Atelier in Havelberg entstanden 1932 unter anderem eine Lutherstatue und ein lebensgroßes Kruzifix aus getriebenem Kupfer. Diese, sowie Werke von Ernst Barlach, Emil Nolde, Ludwig Gies, Rudolf Koch, und Jan Thorn-Prikker wurden im April 1933 für den deutschen Beitrag in der „Halle der Religionen“ auf der Weltausstellung in Chicago 1933  ausgewählt. Wie schon länger geplant wurde 1933 zum 450. Geburtstag Luthers eine Gedenkmünze in 5 RM und 2 RM nach dem Entwurf von Hans Wissel herausgegeben. Letztere war mit einer Auflage von einer Million als Zahlungsmittel im Umlauf.

### Professur an der Kunstakademie in Königsberg (1933–1945)
Im Jahr 1933 erhielt Hans Wissel einen Ruf als Professor und Leiter des Meisterateliers für Bildhauerei an den „Staatlichen Meisterateliers der Bildenden Künste“ (der ehemaligen Kunstakademie Königsberg) in Ostpreußen. Dort fertigte er u. a. Skulpturen in Stein für öffentliche Einrichtungen, wie auch historische Büsten in Marmor und Bronze, u. a. von Freiherr v. Stein (1935, Gymnasium Schneidemühl), Martin Luther (1936, Lutherkirche zu München), Johann Sebastian Bach (1940, Musikinstitut der Universität Königsberg), für die Wissel Messungen am Schädel Bachs in Leipzig vornahm, Nikolaus Kopernikus (1939 Universität Königsberg und 1943, Frauenburg), Immanuel Kant (1939, Universität Königsberg). Ein 1934 von Wissel entworfenes und zwei Jahre später pompös eingeweihtes 18 m hohes SA-Ehrenmal vor dem Magdeburger Dom wurde 1945 abgerissen. Mit dieser im nationalsozialistischen Stil ausgeführten monumentalen Sandsteinskulptur sollte dem pazifistischen Magdeburger Ehrenmal (Ernst Barlach, 1928/29) nach dessen Entfernung aus dem Dom ein sichtbares Zeichen des zukünftigen „Triumphs der NS-Kultur“ entgegengesetzt werden. Ein Mädchenkopf (1926, verschollen) wurde 1937 in der Kunsthalle Mannheim als entartet beschlagnahmt, ebenso ein Mädchentorso (1926) in der Nationalgalerie Berlin, der sich heute wieder in der Neuen Nationalgalerie befindet. Von 1939 bis 1945 nahm er als Soldat und Sanitäter am Zweiten Weltkrieg teil, wobei er über längere Zeiträume für wichtige Aufträge freigestellt wurde. Seine Werke aus dieser Zeit sind fast alle verschollen. Jedoch das 6 m große getriebene Relief, Madonna mit Engel- und Wolkenkranz (1941), an der Front der barocken Wallfahrtskirche Krossen (Krosno) bei Wormditt (Orneta) in Ostpreußen (heute Polen) ist erhalten. Es ersetzte ein barockes Holzrelief, das halb zerfallen war, und ist diesem in Form und Stil angepasst. Von Hans Wissels Plastiken waren am Kriegsende ca. 90 % zerstört oder verschollen.

### Spätwerk (1947–1948)
Im Herbst 1945 aus britischer Gefangenschaft entlassen konnte Wissel in Grainau bei Garmisch-Partenkirchen seine gesamte Familie versammeln und für deren Unterhalt durch Herstellung von Schmuck sorgen. In einer kleinen Werkstatt fertigte er ab 1947 ca. 25 Reliefs und Köpfe aus getriebenem Kupfer an, die häufig eine religiöse Thematik hatten, u. a. das Relief „Frauen unterm Kreuz“, sowie die Köpfe „Hiob“ und „Christus mit Dornenkrone“. Ein größerer Teil der Arbeiten aus der Nachkriegszeit befindet sich heute im Familienbesitz. Er konnte noch Kopf und Korpus für ein überlebensgroßes Kruzifix fertigstellen, das ansonsten unvollendet blieb. Am 18. Mai 1948 verstarb Hans Wissel. Etwa 30 % seines gesamten Werkes hatte ein religiöses Thema. Im November 1949 fand in der Galerie „Der Spiegel“ in Köln eine Gedächtnisausstellung statt, in der Plastiken und Zeichnungen aus der Nachkriegszeit gezeigt wurden. Die Eröffnungsansprache hielt August Hoff, der 1933 von den Nationalsozialisten aus allen seinen Ämtern entlassen worden war und nun Professor und Direktor der wiedereröffneten Kölner Werkschulen war.

## Galerie

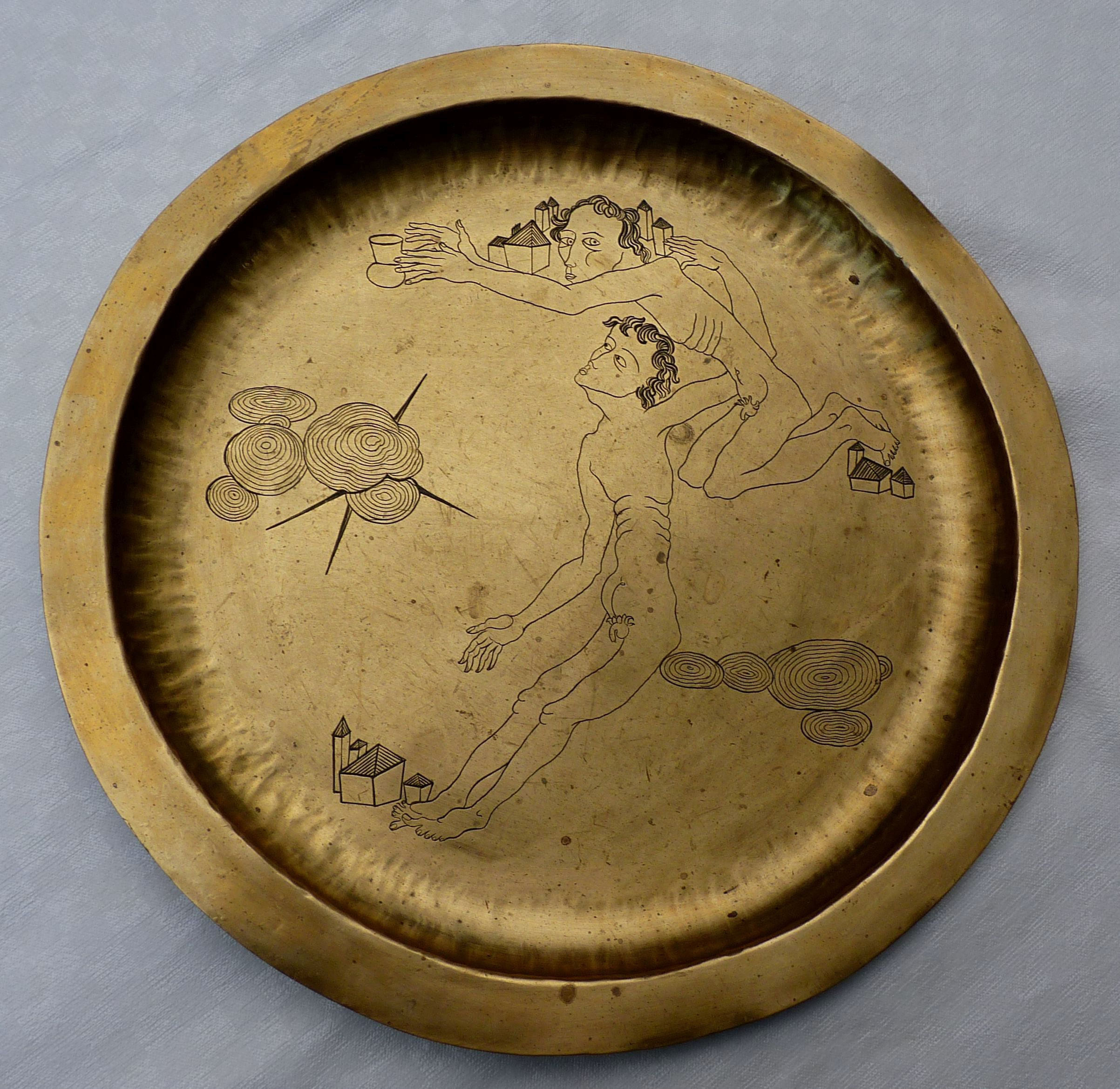
Teller, Messing graviert, 27 cm, ca. 1920
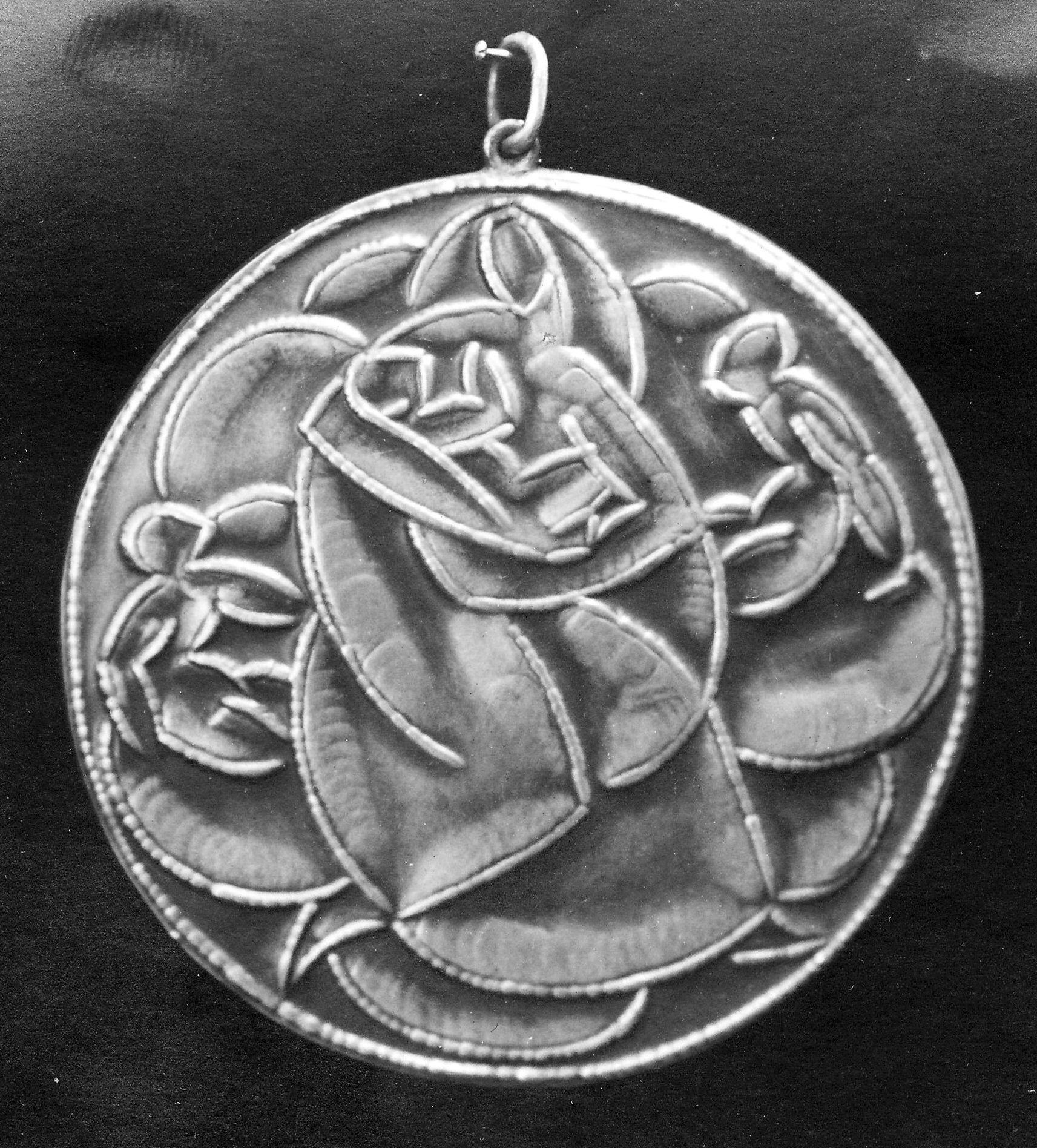
Anhänger, Mutter mit Kind, Silber getrieben und ziseliert, ca. 1921
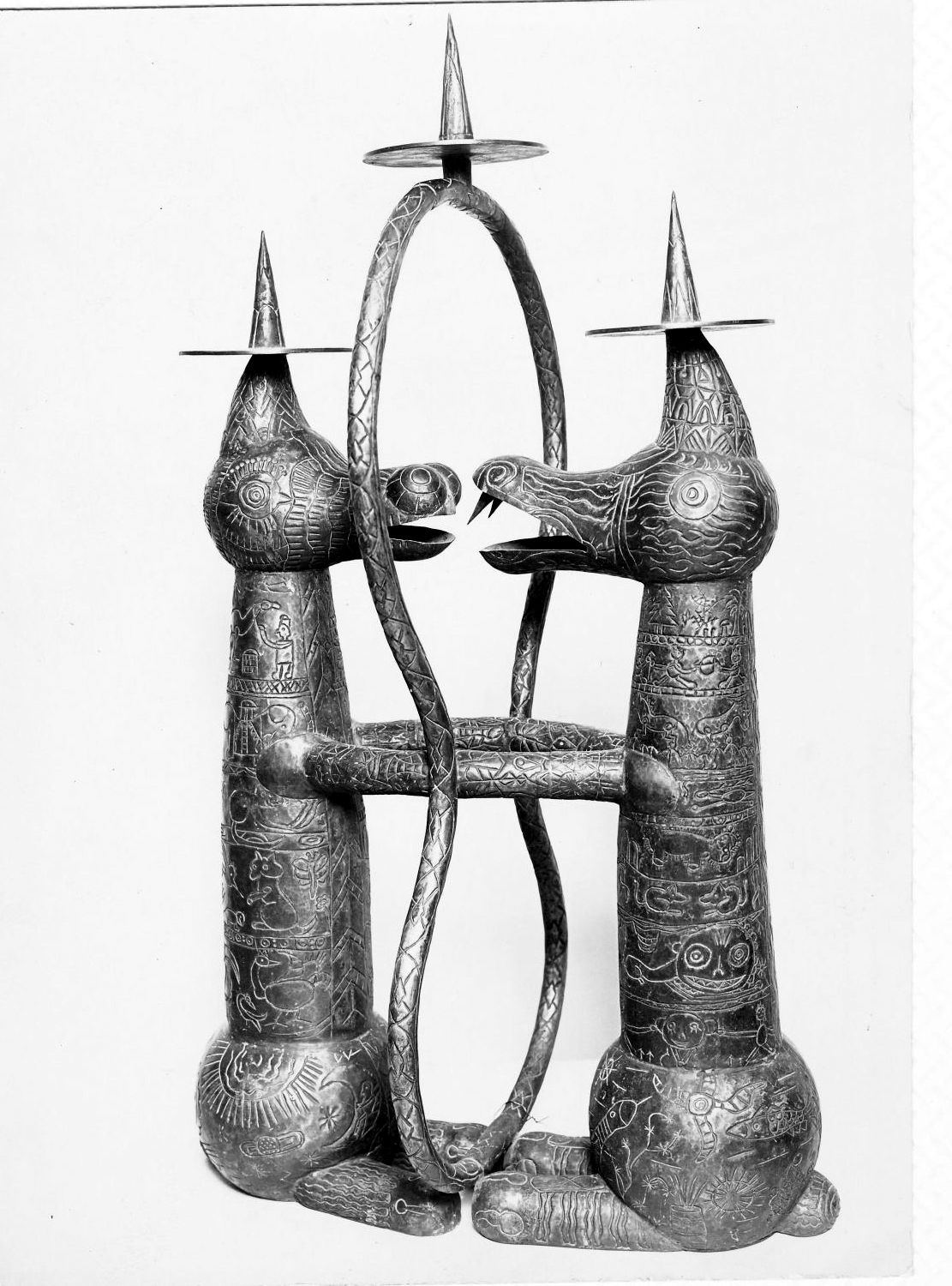
Kerzenleuchter, getrieben und graviert, ca. 1924, verschollen
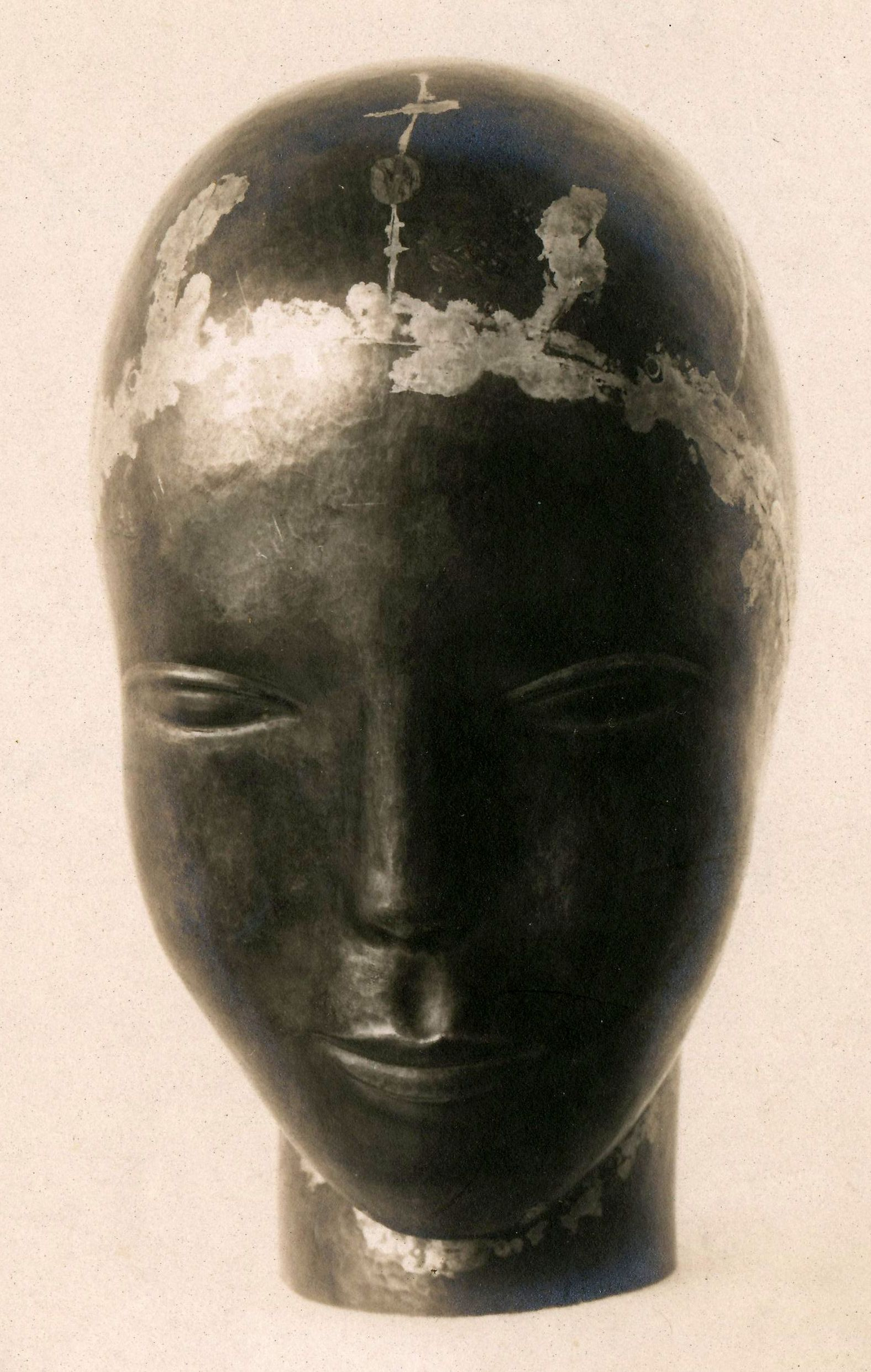
Mädchenkopf, Messing getrieben 28 cm, ca. 1923, verschollen
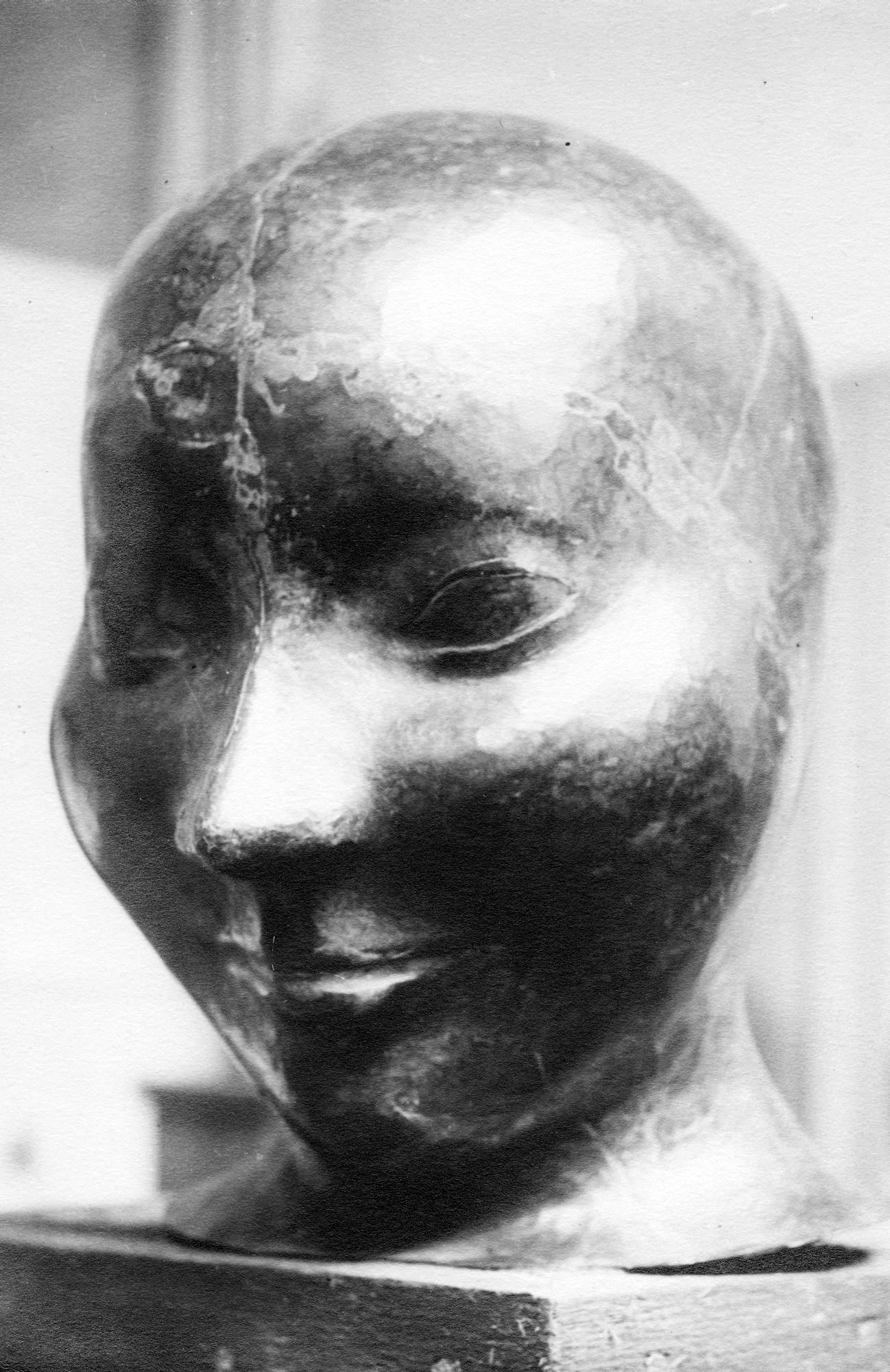
Kopf, Kupfer getrieben lebensgroß, 1926, in der Kunsthalle Mannheim als entartet beschlagnahmt, verschollen
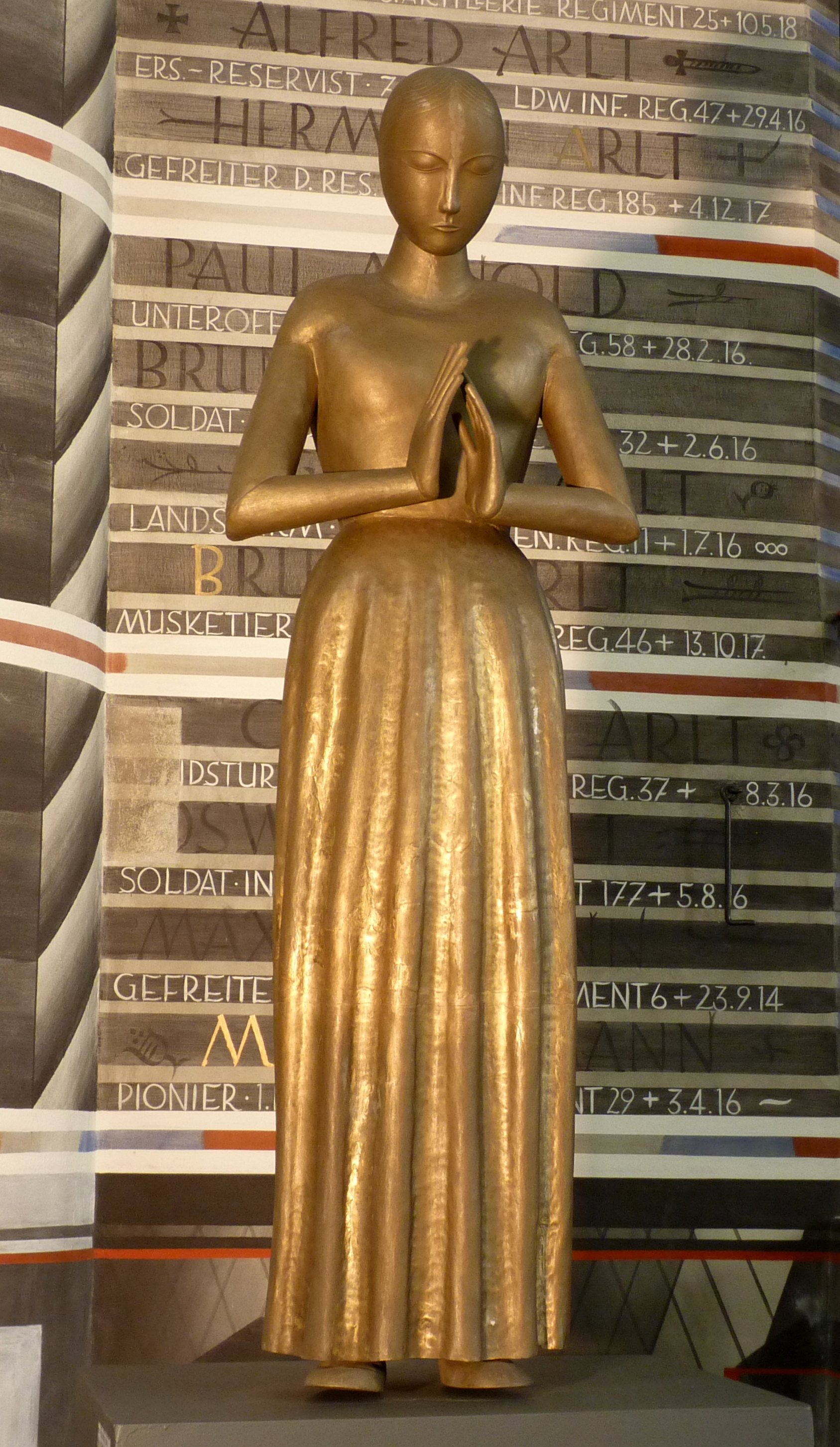
Betende Frau, Messing getrieben, 1926, Nikolaikirche Görlitz, ca. 150 cm.
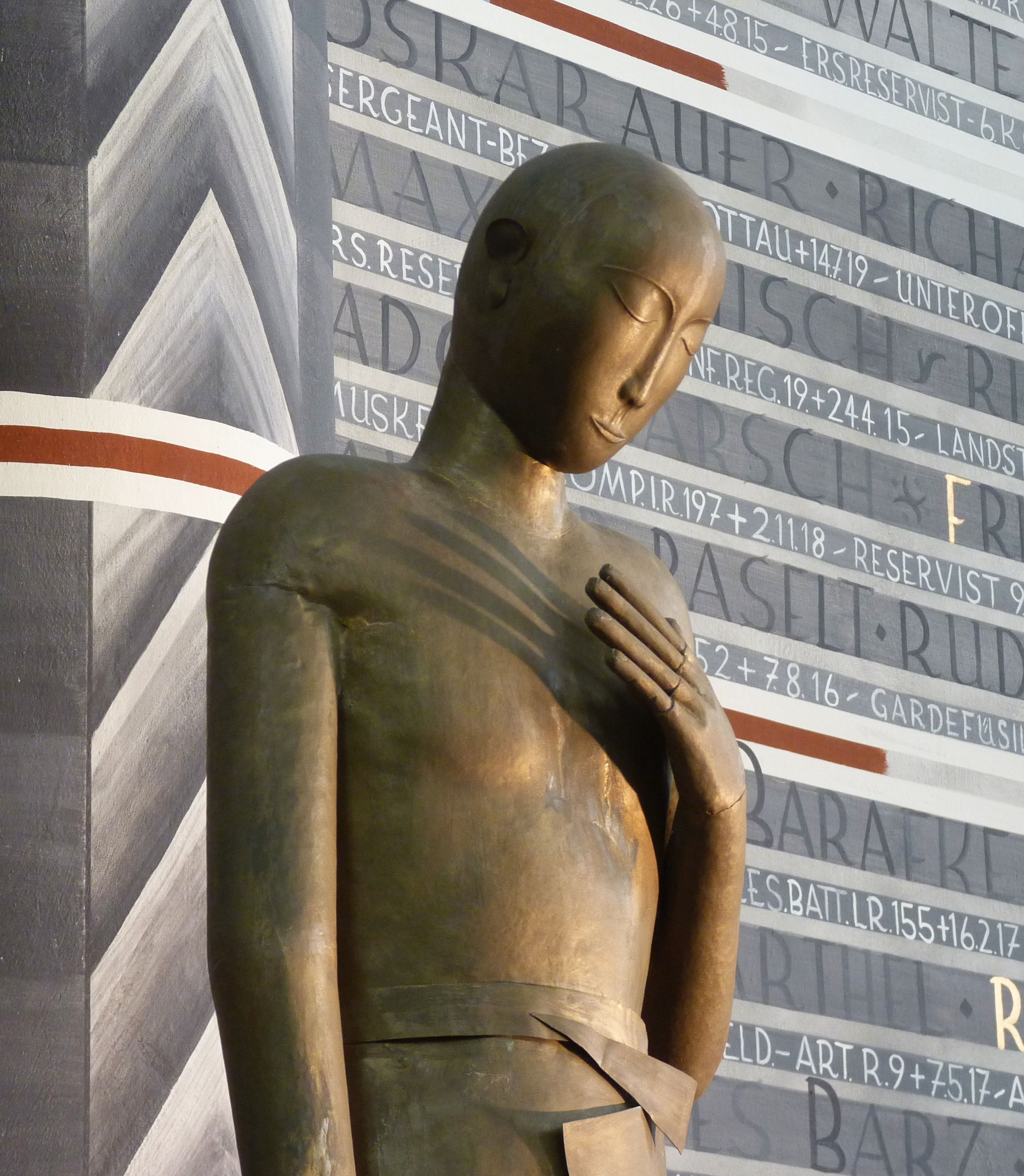
Krieger, Messing getrieben, 1926, Nikolaikirche Görlitz
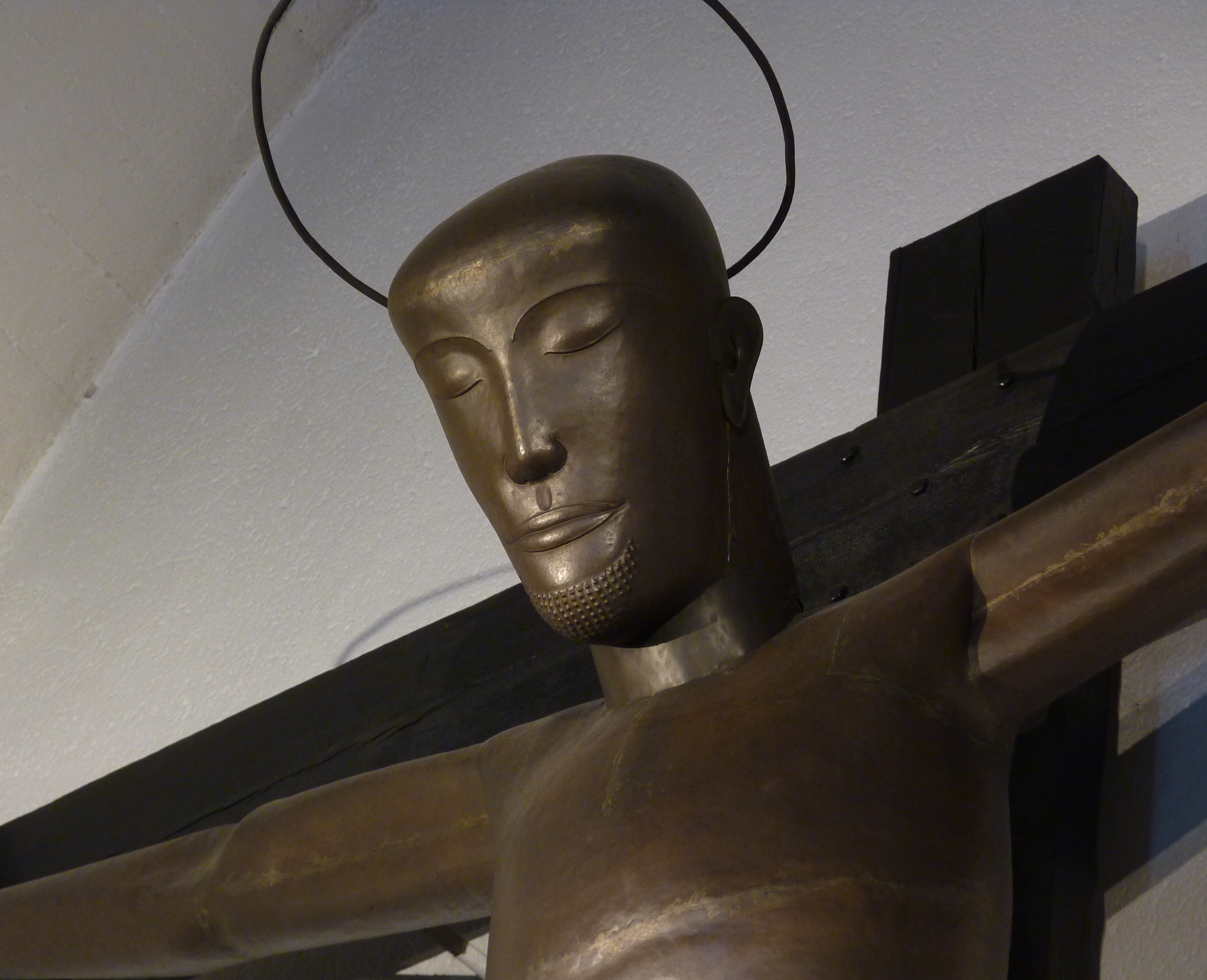
Kruzifix, Messing getrieben 5 m, 1926, Christkönigskirche Bischofsheim
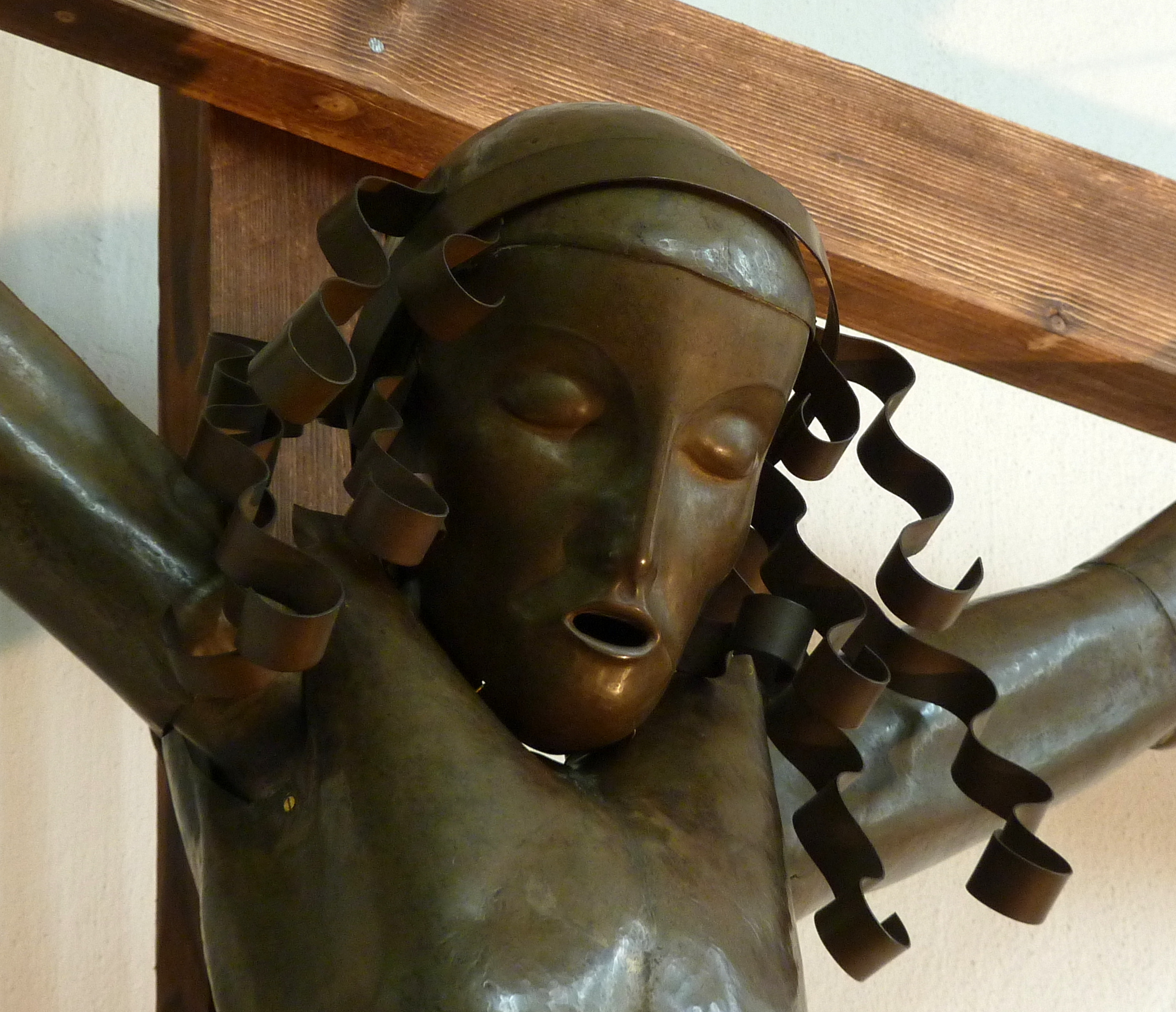
Kruzifix, St. Johann Baptist Neu-Ulm, 1922
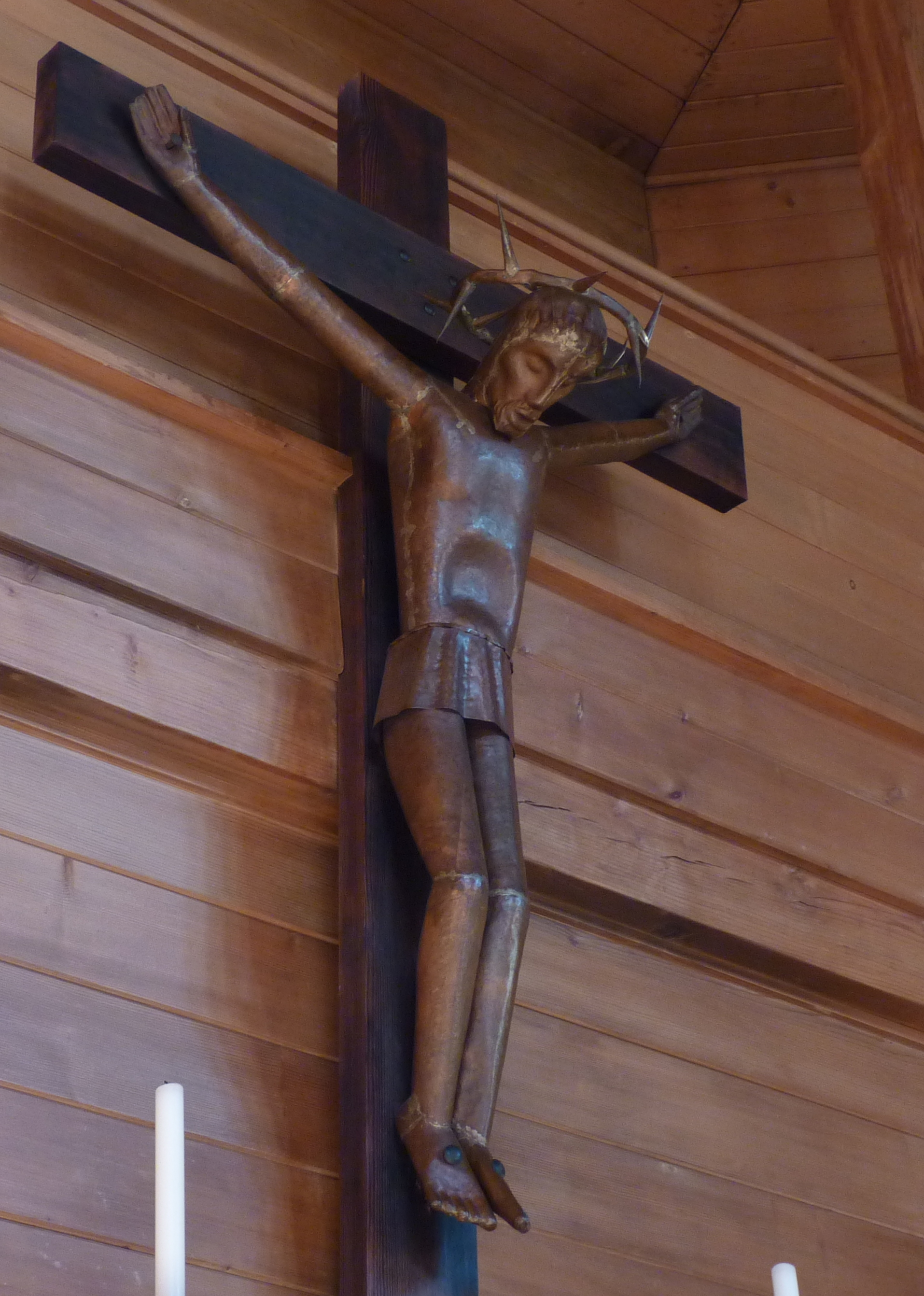
Kruzifix, Kupfer getrieben lebensgroß, 1931, Heilandskirche Dornbirn bei Bregenz
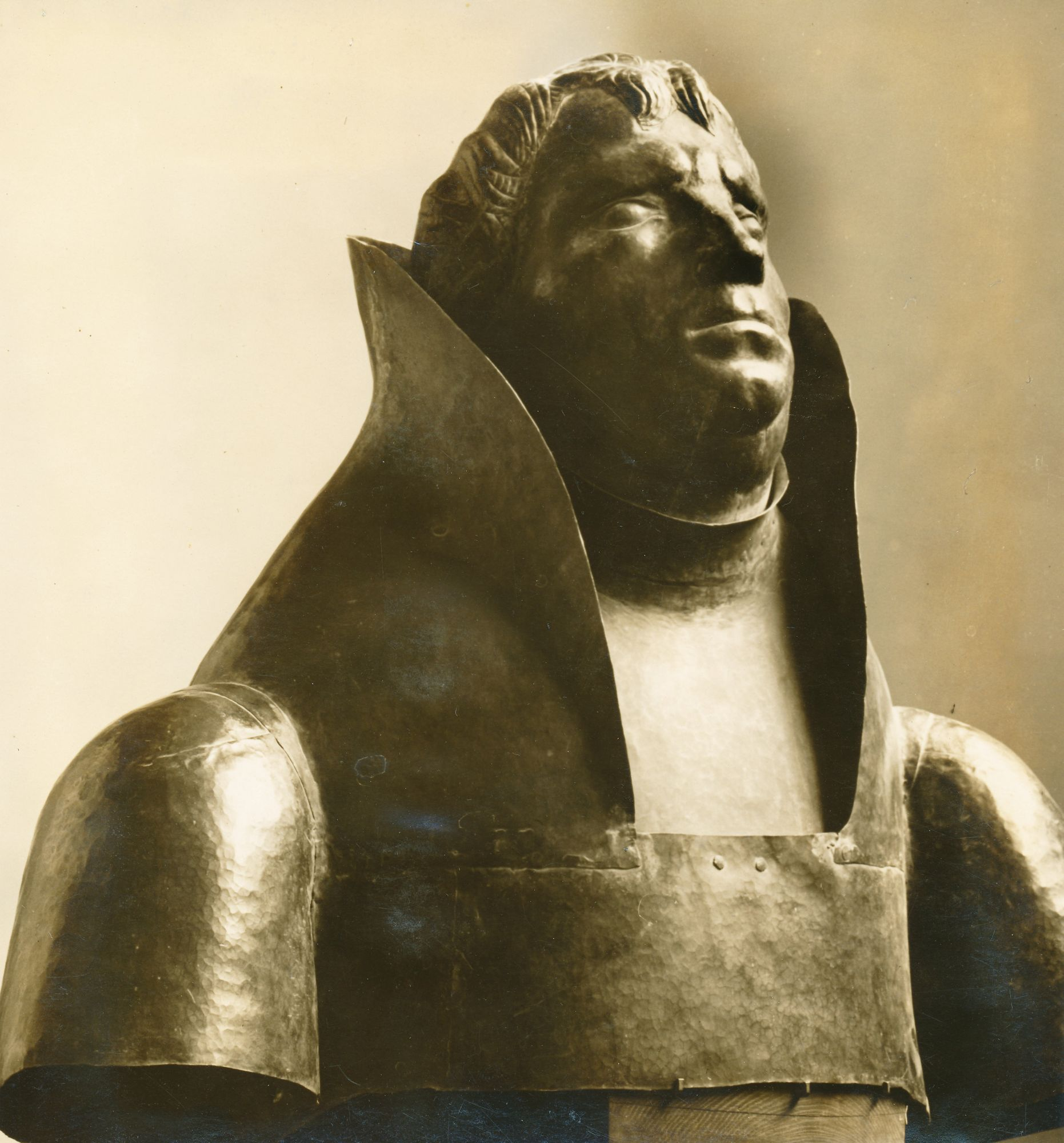
Luther, Kupfer getrieben, überlebensgroß, 1932, Weltausstellung Chicago 1933, verschollen
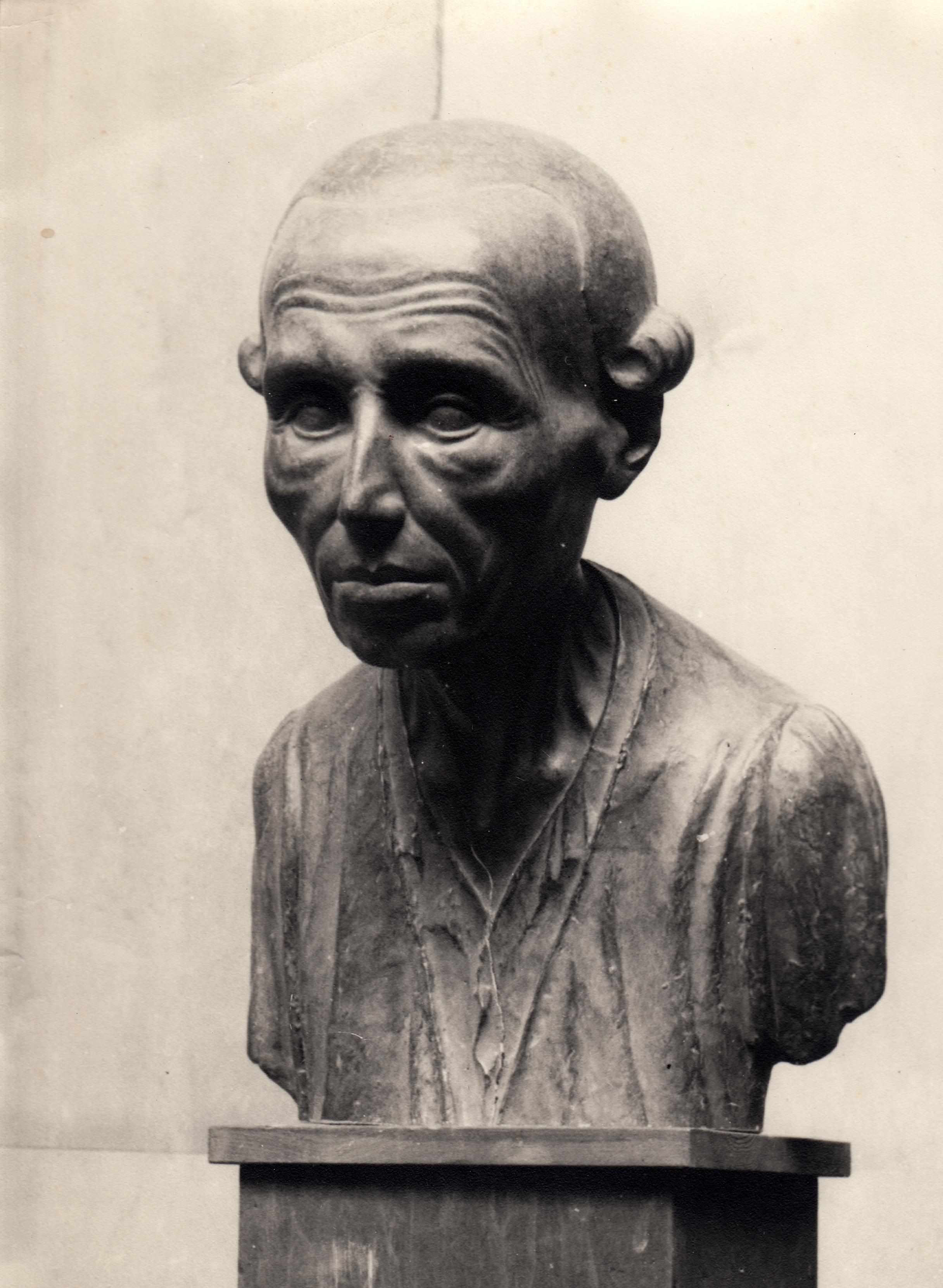
Kant, Bronze, lebensgroß, 1939, Universität Königsberg, verschollen
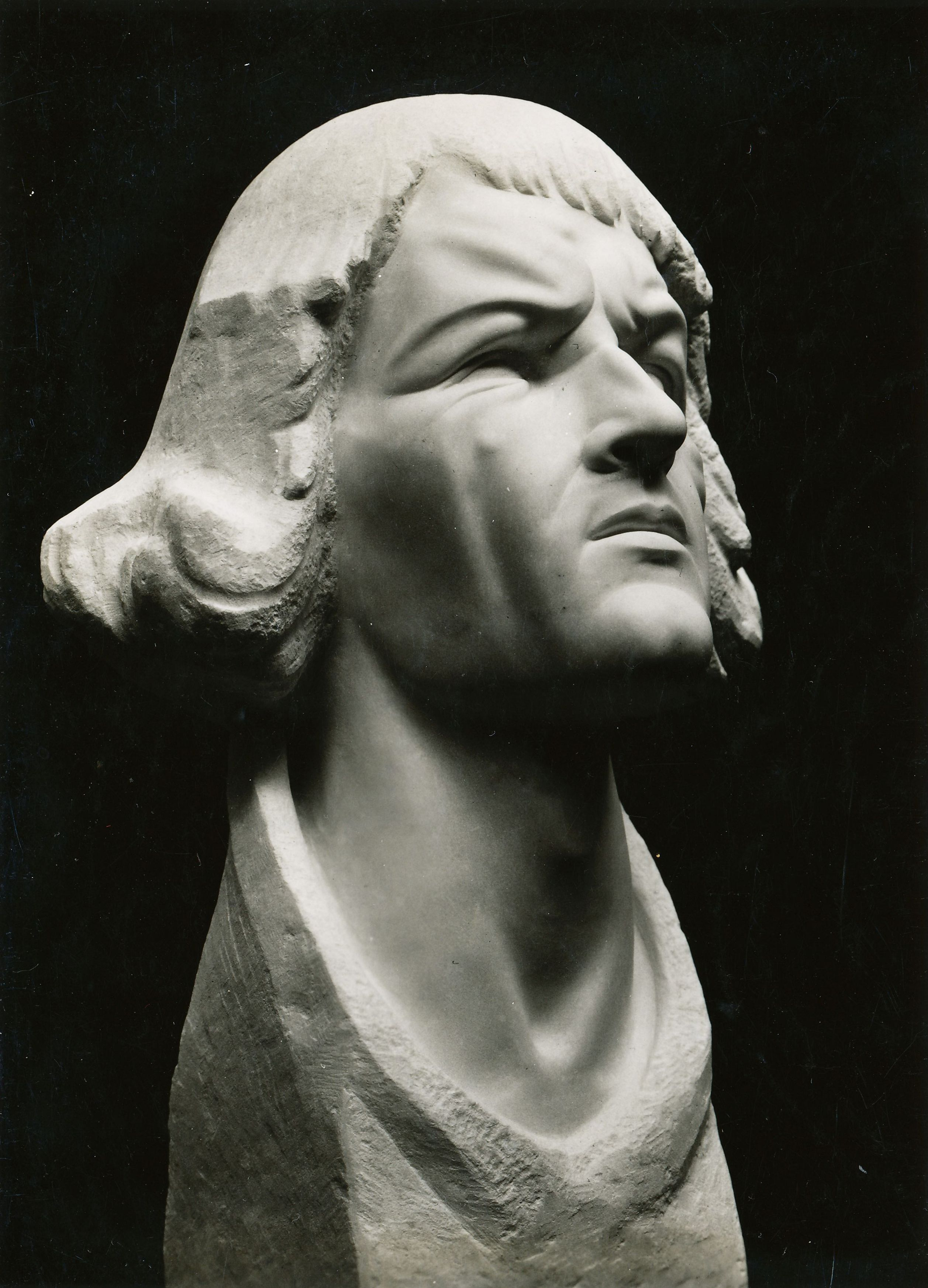
Kopernikus, Marmor lebensgroß, 1943, für Frauenburg, verschollen
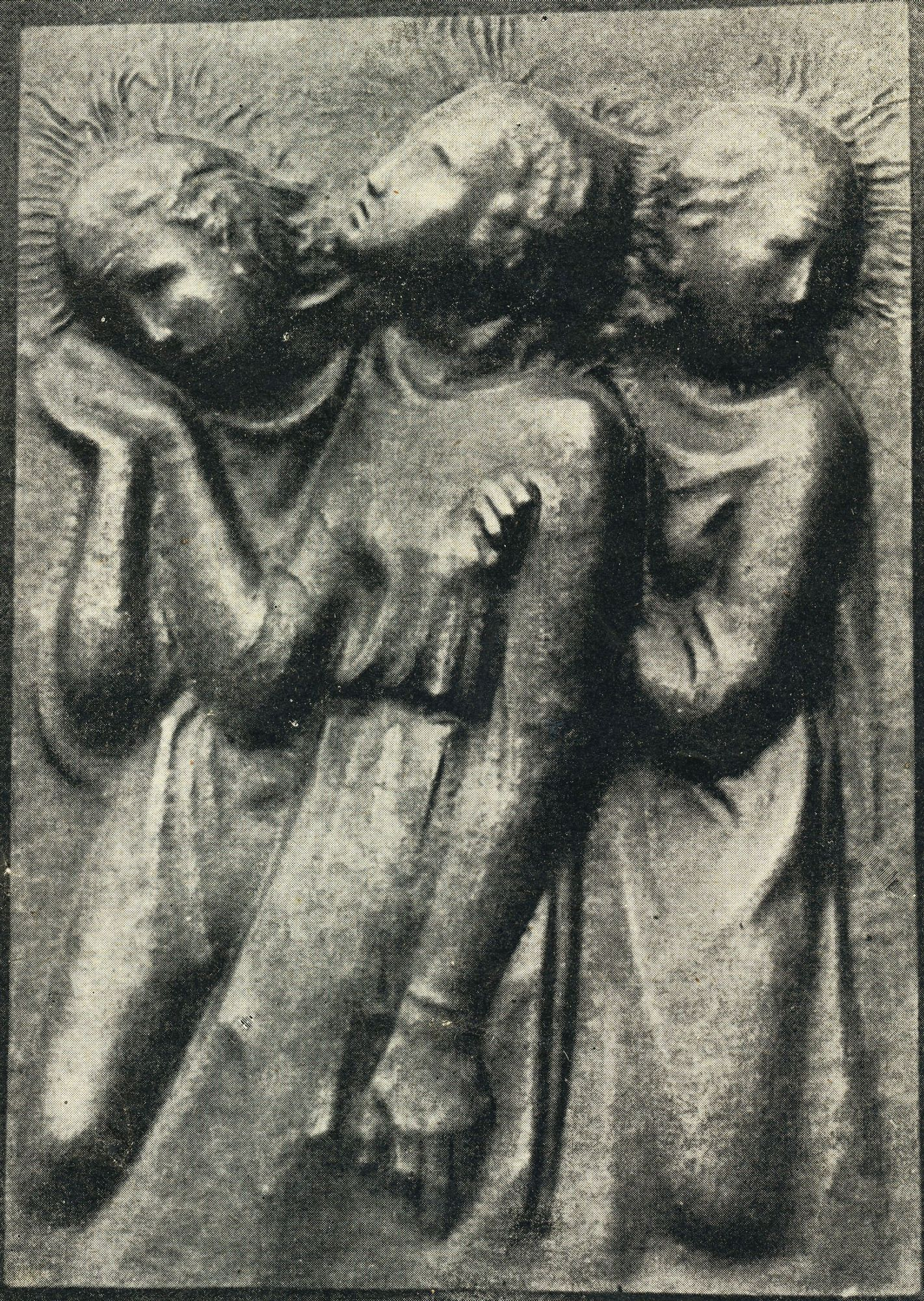
Frauen unterm Kreuz, Kupfer getrieben, ca. 50 × 40 cm, 1947
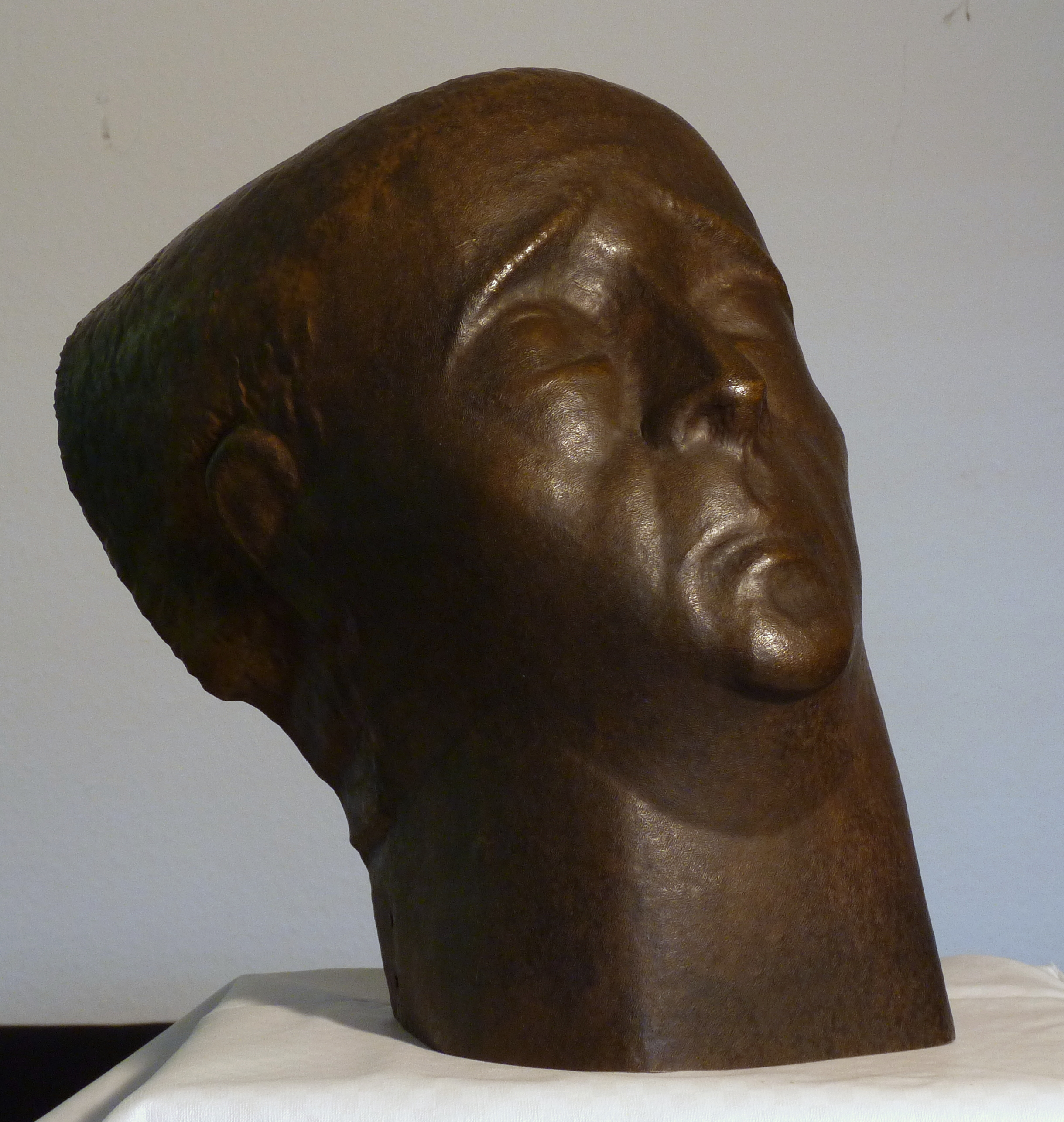
Hiob, Kupfer getrieben, lebensgroß, 1948
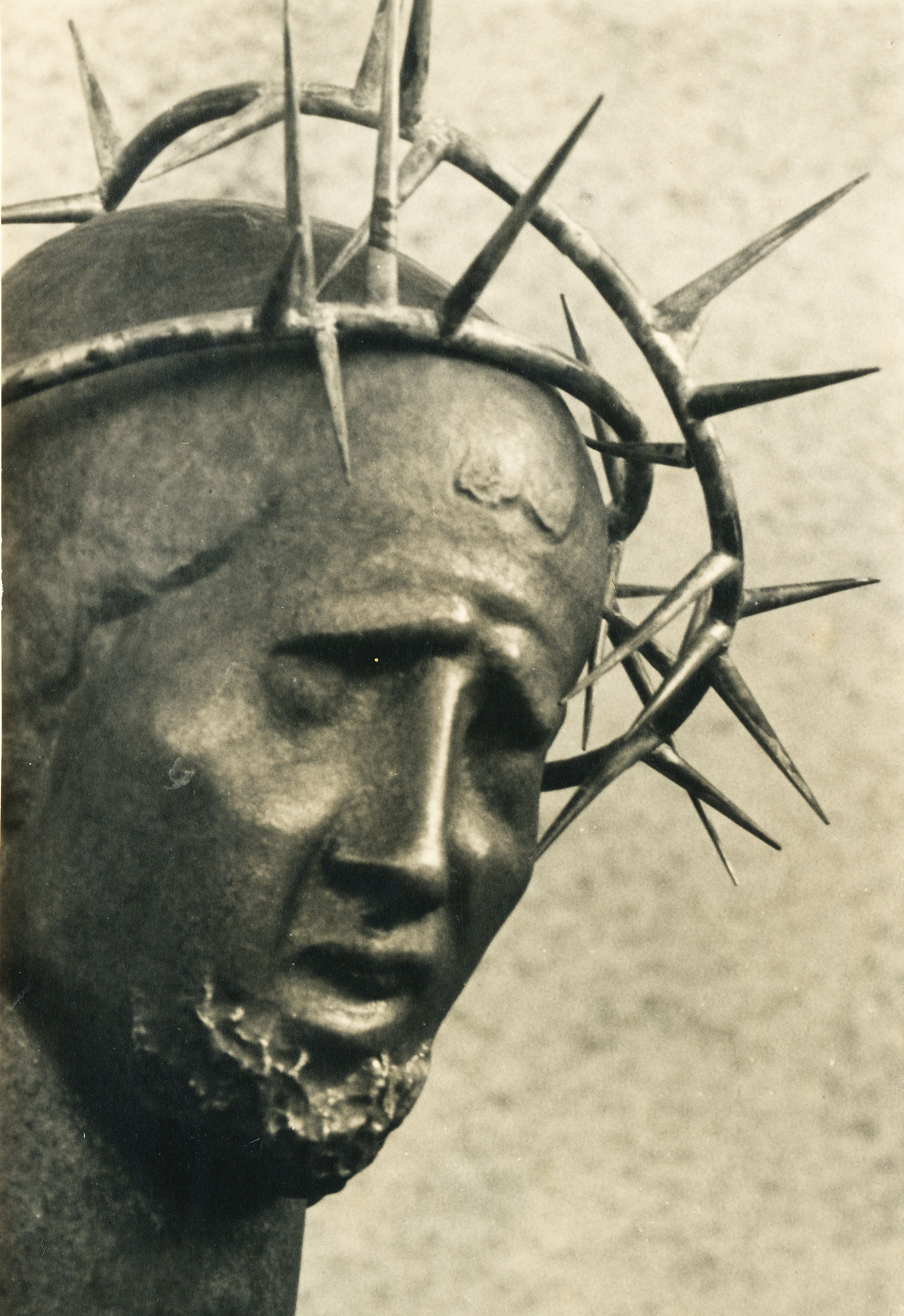
Unter Dornen, Kupfer getrieben lebensgroß, 1948
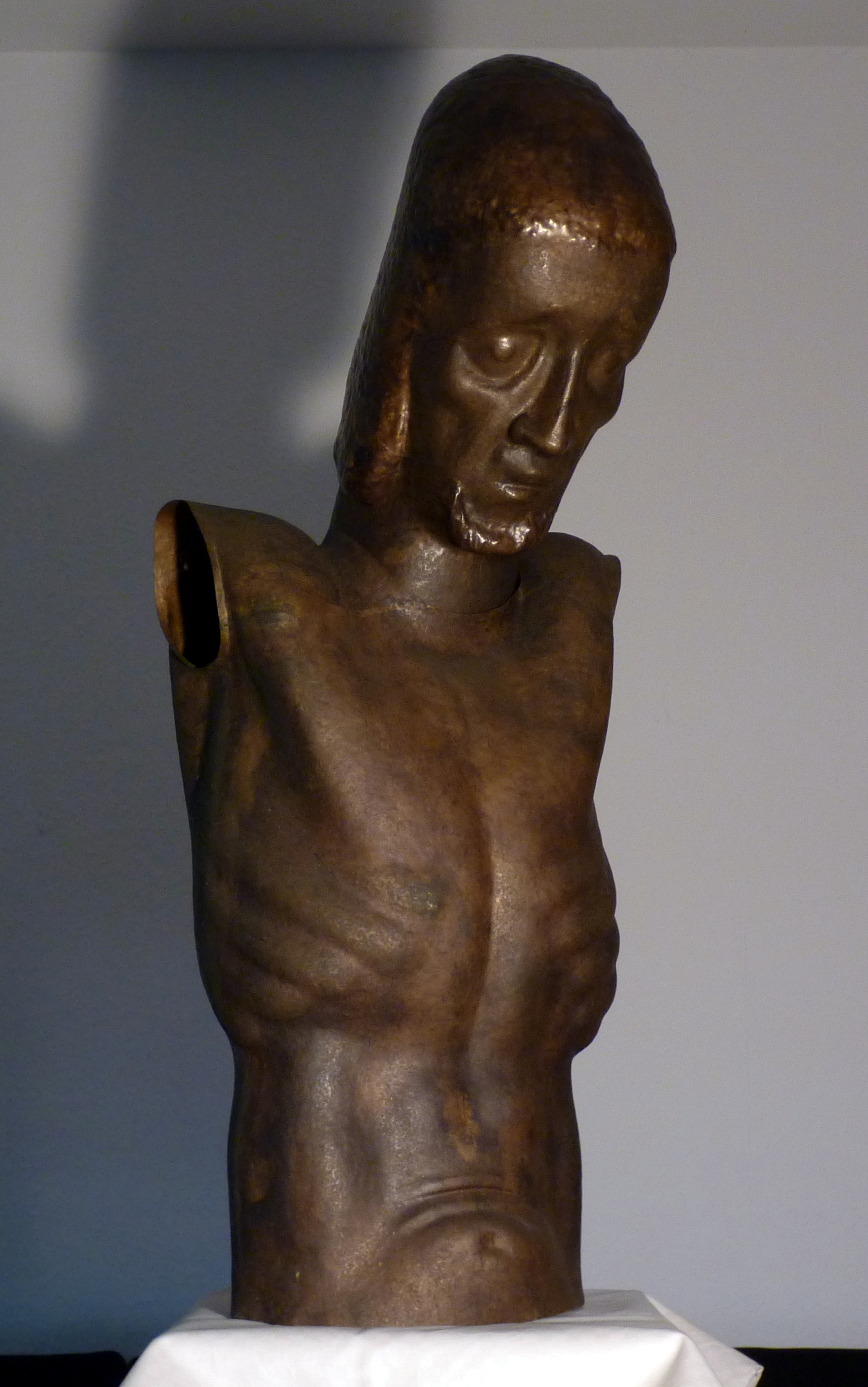
Kruzifix, Kupfer getrieben, überlebensgroß, unvollendet, 1948

## Diverses
Sein Sohn Klaus Wissel nahm an der Zweiten Xarifa-Expedition des Meeresforschers Hans Hass teil und kam am 7. November 1957 bei einem Tauchgang vor Suakin ums Leben. Sein zweiter Sohn Hans Oskar Wissel (1925–1987) war als Bildhauer hauptsächlich in den 1950er und frühen 1960er Jahren in Frankfurt tätig und perfektionierte die Gestaltung von aus der Fläche getriebenen Figuren. Zu seinem Hauptwerk gehört das wenig bekannte Südportal des Kaiserdoms St. Bartholomäus in Frankfurt am Main.
Der Metallbildhauer Joseph Jaekel war einer der Meisterschüler von Hans Wissel.